# مولونجو دو مورو
مولونجو دو مورو بلدية في ولاية باهيا في المنطقة الشمالية الشرقية من البرازيل.